# Uperoleia laevigata
Uperoleia laevigata är en groddjursart som beskrevs av Wilhelm Moritz Keferstein 1867. Uperoleia laevigata ingår i släktet Uperoleia och familjen Myobatrachidae. IUCN kategoriserar arten globalt som livskraftig. Inga underarter finns listade i Catalogue of Life.

## Bildgalleri

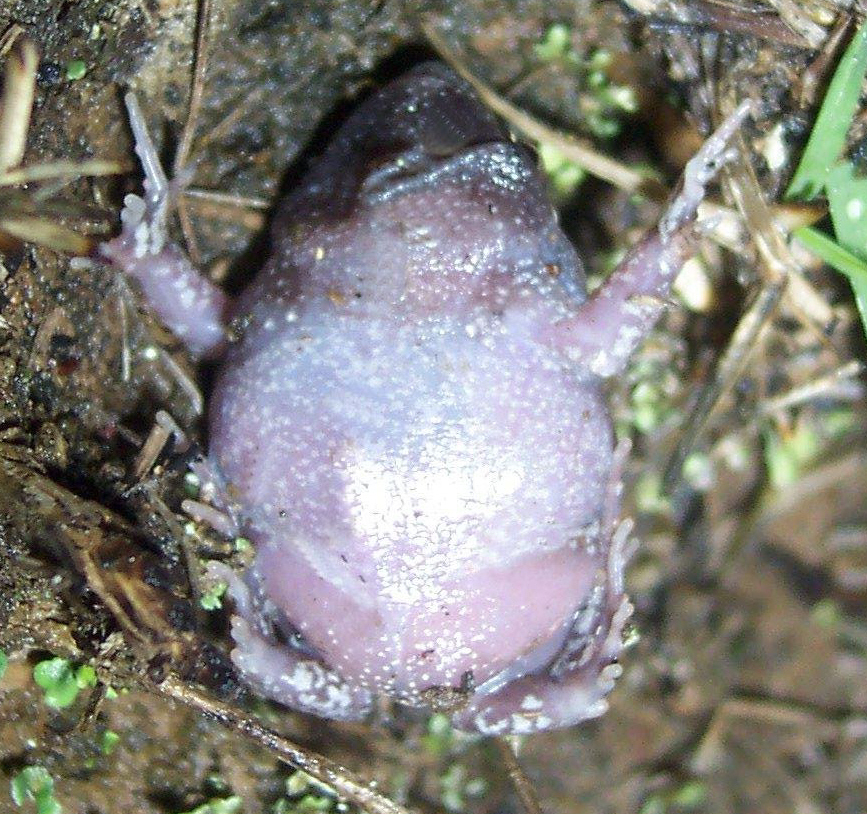
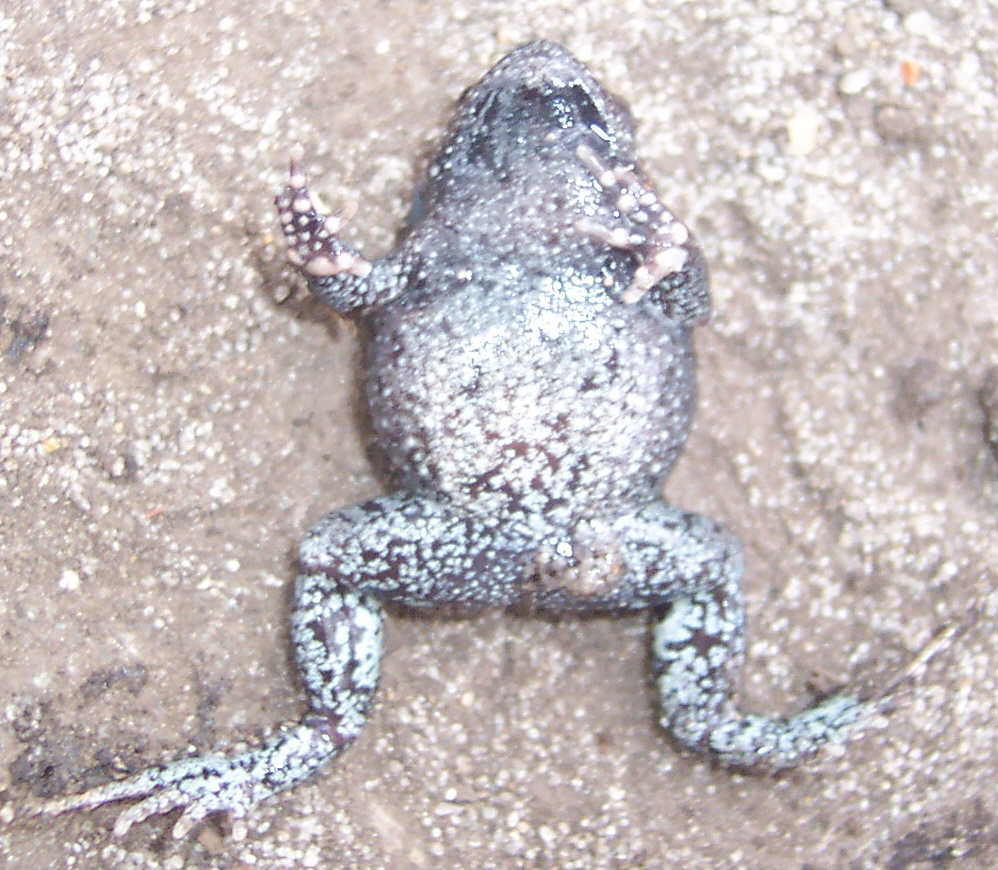
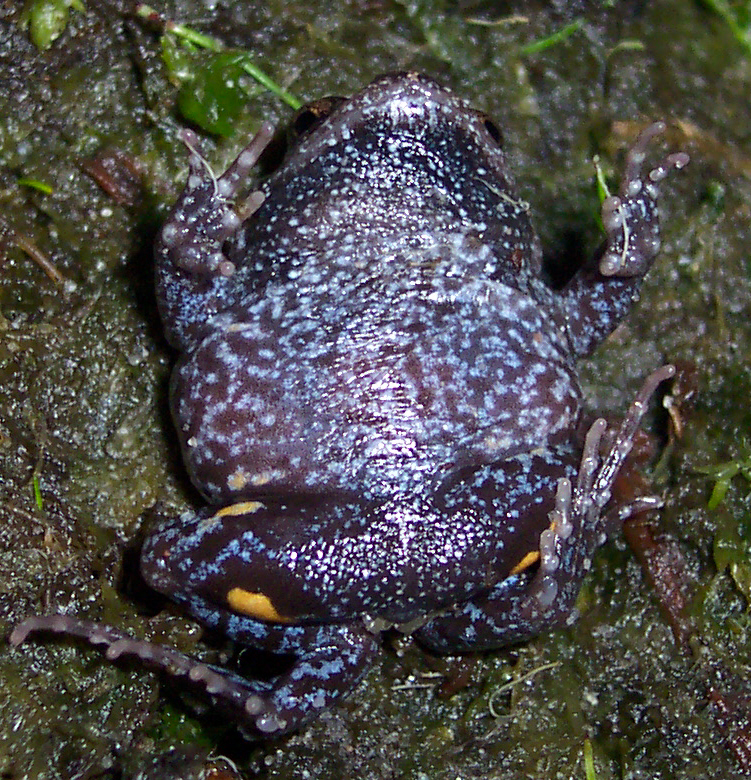
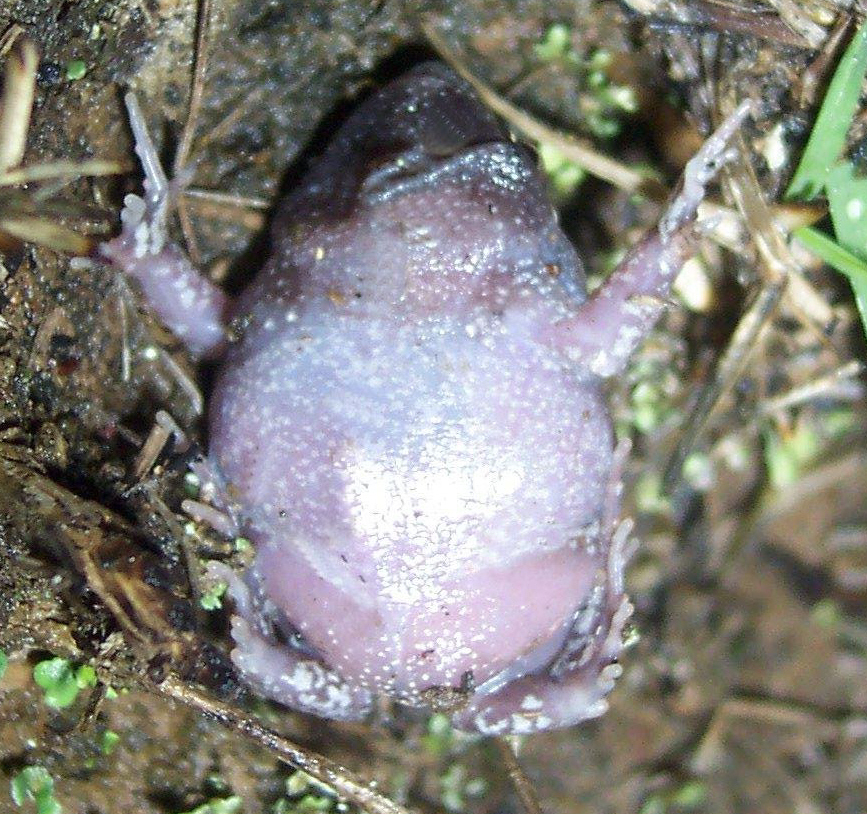